# Gardiens des Cèdres

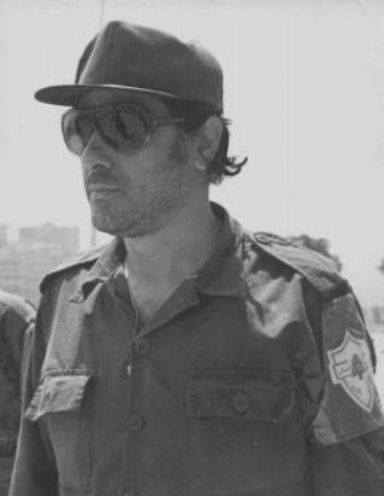
Étienne Sacr.

Les Gardiens des Cèdres (arabe : حراس الأرز; Ḥurrās al-Arz) sont un parti nationaliste libanais et une milice créés en 1975 qui a pris part à la guerre du Liban, sous la houlette d'Étienne Sacr (connu sous son kunya Abou-Arz).
Le parti se déclare comme laïc, bien que ses positions le rapprochent beaucoup du maronitisme politique et intellectuel radical.
Elle a opéré pendant la guerre civile libanaise sous le slogan : Liban, à votre service. Les Gardiens des Cèdres étaient la faction la plus extrémiste du Front libanais.

## Création
Les Gardiens des Cèdres ont commencé à former une milice dans les années qui ont précédé la guerre civile libanaise et ont commencé leurs opérations militaires en avril 1975.
En septembre 1975, le Communiqué n°1 fut publié pour dénoncer les partisans de la partition du Liban. Le deuxième communiqué contenait une attaque acerbe contre les Palestiniens. Le troisième exprime l'attitude du parti sur la question de l'identité libanaise : le Liban doit se dissocier de l'arabisme. Le parti diffuse ses messages au moyen de graffitis dans Beyrouth-est, notamment des slogans contre la Syrie, la « Résistance palestinienne » et le panarabisme, parfois avec de violentes tonalités anti-palestiniennes, comme dans le slogan على كل لبناني ان يقتل فلسطينياً («Il est un devoir pour chaque Libanais de tuer un Palestinien»),,,.
Les Gardiens des Cèdres ont rejoint d'autres milices libanaises pro-statu quo, principalement chrétiennes, en 1976 pour former le Front libanais.

## Historique
La milice fut créée dans les quelques années précédant le déclenchement de la guerre civile au Liban en avril 1975. En septembre 1975, les Gardiens des Cèdres rendent public leur communiqué no 1 opposé à la partition du Liban, puis le second communiqué annonça la position anti-palestinienne radicale du parti. Les Gardiens des Cèdres sont profondément opposés à l’arabisme et à l’identité arabe du Liban et intègrent, en 1976, le Front libanais, regroupant les partis de la droite chrétienne libanaise.
Les Gardiens des Cèdres, soutenus par Israël, prirent part aux batailles les plus importantes des premières années de la guerre, contre les camps palestiniens et les partis de gauche. Les principales batailles dans lesquelles ils se sont engagés furent : Zahlé, Tal-el-Zaatar, Chekka et Koura. À partir de 1978, ils ont combattu l’invasion des forces syriennes de Beyrouth et de Zahlé.
En 1985, les Gardiens des Cèdres se sont opposés aux milices palestiniennes attaquant les villages chrétiens du Liban du Sud. Les miliciens qui sont restés dans la région ont plus tard rejoint l’Armée du Liban Sud pro-israélienne dirigée par Saad Haddad puis par Antoine Lahd.
L’idéologie politique des Gardiens des Cèdres peut être qualifiée de nationalisme ethnique radical. Dans leur discours  le Liban est une nation mono-ethnique, les Libanais sont les descendants des cananéens et n’ont aucun lien ethnique avec les Arabes[réf. nécessaire]. Les Libanais, et non les Grecs, sont les fondateurs de la civilisation occidentale moderne[Information douteuse] .
Ils ont donc appelé à la dé-arabisation du Liban, avec le dialecte libanais comme langue nationale, utilisant un alphabet latin développé par le philosophe et le poète Saïd Akl.
Avec l’action palestinienne au Liban, les Gardiens des Cèdres se sont rapprochés d’Israël et ont reçu un soutien logistique, financier et militaire. Ils appelèrent à plusieurs reprises à transférer les Palestiniens du Liban, afin qu’il ne reste plus aucun Palestinien sur le territoire national. Durant la guerre, ils sont allés jusqu’à adopter le slogan : « Le devoir de chaque Libanais est de tuer un Palestinien ! ».
En 1989, les Gardiens des Cèdres ont une nouvelle fois combattu l’Armée syrienne, aux côtés de l’Armée libanaise dirigée par le général Michel Aoun et un an plus tard, demandèrent le retrait du Liban de la Ligue arabe.
Les changements politiques faisant suite à l'Accord de Taëf affaiblirent fortement les Gardiens des Cèdres. Samir Geagea, chef des Forces libanaises, captura Étienne Sacr au motif de son soutien au général Aoun. Blessé, celui-ci parvint à trouver refuge à Jezzine, une ville du Sud-Liban, contrôlée par l’Armée du Liban Sud, puis s’installa en Israël avant d’aller en Europe, après le retrait israélien de la zone occupée au Liban. Les Gardiens des Cèdres furent bannis durant la période d’hégémonie syrienne sur le Liban et Étienne Sacr fut condamné à mort par contumace.
Aujourd’hui, les Gardiens des Cèdres ont retrouvé la liberté d’action politique, sous le nom de Mouvement nationaliste libanais. Ses cadres ont soutenu à partir de 2005 le général Michel Aoun, mais adoptent actuellement une attitude sceptique à l’égard des relations entre Aoun et le Hezbollah.

## Opinions politiques
Les Gardiens ont plusieurs convictions clés :
- Le Liban est une nation ancienne d’une ethnie unique.
- Les Libanais modernes descendent des Phéniciens.
- La Phénicie était la mère de la première civilisation occidentale.

Cela a conduit les Gardiens des Cèdres à affirmer que les Libanais ne sont pas arabes. La conséquence politique de cette position prône la « désarabisation » du Liban. De même, les adeptes établissent une distinction entre l'arabe et le « libanais », dans le but de restaurer la forme créée par le philosophe libanais Said Akl. Les Gardiens des Cèdre ont adopté des positions hostiles au panarabisme. On pense que c’est la principale raison pour laquelle ils ne se sont pas développés en tant que parti au Liban en dehors de la communauté maronite.
Sakr lui-même avait combattu contre les forces panarabes lors de la crise libanaise de 1958. À cette époque, Camille Chamoun entra au Liban dans le cadre du Pacte de Bagdad dirigé par les États-Unis, mais se heurta à une forte résistance de la part d’une grande partie du peuple libanais, ce qui conduisit plus tard à l’échec de cette alliance. Après une forte implication palestinienne dans la guerre civile libanaise , les Gardiens ont cultivé des liens avec l' armée israélienne , recevant des armes et du soutien. Certains partisans soutiennent qu’il s’agissait d’une collaboration nécessaire et non d’un accord idéologique avec les Israéliens. D’autres ne sont pas d’accord, affirmant que la collaboration avec Israël reposait sur la conviction qu’il existait une communauté d’intérêts entre les deux pays. D'autres milices similaires, telles que les Phalangistes, Ahrar et la Milice des Tigres, ont également coopéré semi-secrètement avec Israël. Cette coopération a ensuite été soulignée par Saqr qui a déclaré : « La puissance du Liban est dans la puissance d'Israël, et la faiblesse du Liban réside dans la faiblesse d'Israël ».
Cette alliance avec Israël a joué un rôle majeur dans l’interdiction du parti et l’expulsion de ses membres dont la plupart ont fui vers Israël. Sakr, qui vit maintenant à Nicosie, à Chypre, a admis depuis qu’Israël avait financé le groupe tout au long de son existence, avant même le début de la guerre. Sakr est désormais considéré comme un traître envers le gouvernement libanais, aux côtés d'Antoine Lahad qui a résidé à Tel-Aviv sous la protection du Mossad jusqu'à sa mort en 2015.
Selon un observateur militaire israélien Haïm Arev, les soldats des Gardiens des Cèdres étaient les combattants les meilleurs et les plus expérimentés parmi les milices qui constituaient le Front libanais. Il établit un lien direct entre l'idéologie patriotique des Gardiens et la capacité de combat supérieure de leurs combattants. Il déclare que même si les Gardiens faisaient partie des plus petits partis de la guerre civile libanaise, ses hommes et femmes idéalistes étaient des soldats du meilleur calibre. Plus tard, au Sud-Liban, les combattants des Gardiens avaient la réputation d’être exceptionnellement motivés et parmi les combattants les plus coriaces des rangs de l’Armée du Liban Sud.

## Réputation
Pendant la guerre, les Gardiens ont acquis la réputation d'être spécialisés dans la cruauté. Les membres de la milice attachaient généralement les prisonniers palestiniens à l'arrière des taxis et les traînaient ensuite sur l'autoroute jusqu'à Jounieh . Leurs carcasses étaient ensuite jetées dans le lit d'une rivière asséchée. Ordonnant à ses partisans de massacrer tous les Palestiniens, Saqr a déclaré un jour : « Si vous ressentez de la compassion pour les femmes et les enfants palestiniens, rappelez-vous qu'ils sont communistes et qu'ils porteront de nouveaux communistes ».